# Bad Vigaun
Bad Vigaun egy község az ausztriai Salzburg tartomány Halleini járásában. A településnek 2000 lakosa van.

## Fekvése
Bad Vigaun Tennengau tájegység része. A Salzach völgyében fekvő települést körbeveszik a környék hegységei. (Hagengebirge, Tennengebirge, Unterberg, Osterhorngruppe).
Salzburgtól 15 kilométerre délre található. Megközelíthető az A10-es autópályán, illetve a Salzburg–Tirol-vasútvonalon.
A település részei:
- Rengerberg (292 fő, 2015. január 1-jén[3])
- Riedl (76)
- Sankt Margarethen (297)
- Vigaun (1398)

## Története
A területen egy nagyobb római település állt az ókorban, mely Noricum provinciához tartozott. A község neve is latin eredetű: Vicon (vicus = falu), illetve Figun. A középkori egyházi iratokban először 748-ban említik.

## Látnivalók
- Kései gót stílusban épült plébánia templom.
- St. Margarethen templom, márvány szószékkel.
- Römerbrücke (Római híd): 1613-ban épült kőhid a Taugl patak felett, melyet 19. században kezdtek el római hídként emlegetni.
- Mesnerhaus - falumúzeum.
- Bruderloch - kora keresztény imahely egy barlangban.
- Strand a Taugl pataknál.